# Список эпизодов телесериала «Ханна Монтана»
Ниже приведён список эпизодов сериала «Ханна Монтана», оригинального сериала Disney Channel, который дебютировал на канале Disney Channel 24 марта 2006 года. Создатели: Майкл Пориес, Ричард Коррелл и Барри О’Брайен. Телесериал повествует о жизни Майли Стюарт — девочки-подростка, которая живёт двойной жизнью, как обычная школьница по имени Майли Стюарт (играет Майли Сайрус) — днём и известная поп-певица по имени Ханна Монтана — ночью, скрывая свою истинную личность от всех остальных, за исключением своей семьи и нескольких близких друзей.
Премьера 4 сезона состоялась 11 июля 2010 года. Последняя одночасовая серия вышла в эфир 16 января 2011 года. За все время показа сериала вышло 98 оригинальных эпизодов.

## Краткий обзор сериала
| Сезон  | Эпизоды  | Оригинальная дата выхода в эфир (США) | Оригинальная дата выхода в эфир (США) | Примечания |
| Сезон  | Эпизоды  | Премьера сезона                       | Финал сезона                          | Примечания |
| ------ | -------- | ------------------------------------- | ------------------------------------- | --- |
| 1      | 26       | 24 марта 2006                         | 30 марта 2007                         | - В России этот сезон был показан на СТС в сентябре-октябре 2008 года. |
| 2      | 29       | 23 апреля 2007                        | 12 октября 2008                       | - 30-й эпизод «No Sugar, Sugar» (рус. «Никакого сладкого, сладкий») был произведён, но никогда не транслировался в Соединённых Штатах. |
| 3      | 30       | 2 ноября 2008                         | 14 марта 2010                         | - Эпизод «No Sugar, Sugar» (рус. «Никакого сладкого, сладкий») был первоначально произведён как финал для второго сезона, но был снят с запланированной трансляции после жалоб со стороны родителей, которым показалось описание диабета неточным. По словам Митчела Муссо, части эпизода были переписаны и пересняты, прежде, чем добавить его к третьему сезону шоу. - Эпизод «Uptight (Oliver’s Alright)» (рус. «Тревога (Оливер в порядке)») был показан 20 сентября 2009 года на канале Disney Channel. |
| 4      | 13       | 11 июля 2010                          | 16 января 2011                        | - С 1 по 3 сезон Оливер Окен (Митчел Муссо) был главным персонажем, в 4 сезоне появлялся лишь в нескольких сериях. - Премьера сезона в России состоялась 20 августа 2011 года на Disney Channel Russia, регулярный показ начался 22 октября 2011 года. |
| Фильмы | 2 фильма | н/д                                   | н/д                                   | Официальные премьеры в России на канале Disney Channel Russia: - 26 декабря 2010 — Ханна Монтана и Майли Сайрус: Концертный тур «Две жизни». - 1 января 2011 — Ханна Монтана: Кино. |

## Эпизоды

### Первый сезон (2006-07)
| Серия # | Сезон # | Название | Автор              | Режиссёр                                                                 | Оригинальная дата выхода в эфир | Премьерный показ в России | Произв. код | Зрители (миллионы) |
| ------- | ------- | --- | ------------------ | ------------------------------------------------------------------------ | ------------------------------- | ------------------------- | ----------- | ------------------ |
| 1       | 1       | «Лилли, ты хочешь знать тайну?» «Lilly, Do You Want to Know a Secret?»                                                 | Ли Шаллат-Чемел    | Майкл Порейс Рич Коррелл Барри О’Брайан                                  | 24 марта 2006 Disney Channel    | 1 сентября 2008 СТС       | 101         | 5.4                |
| 2       | 2       | «Майли, доставай жвачку» «Miley Get Your Gum»                                                                          | Дэвид Кендалл      | Майкл Порейс                                                             | 31 марта 2006 Disney Channel    | 2 сентября 2008 СТС       | 103         | 4.0                |
| 3       | 3       | «Она супер скрытная» «She’s a Supersneak»                                                                              | Дэвид Кендалл      | Ким С. Фризе                                                             | 7 апреля 2006 Disney Channel    | 3 сентября 2008 СТС       | 105         | N/A                |
| 4       | 4       | «Я не могу заставить тебя полюбить Ханну» «I Can’t Make You Love Hannah if You Don’t»                                  | Роджер Кристиансен | Ким С. Фризе                                                             | 14 апреля 2006 Disney Channel   | 4 сентября 2008 СТС       | 108         | 3.9                |
| 5       | 5       | «Это моя вечеринка, и я буду лгать, если захочу» «It’s My Party and I’ll Lie if I Want To»                             | Роджер Кристиансен | Дуглас Леблин                                                            | 21 апреля 2006 Disney Channel   | 5 сентября 2008 СТС       | 102         | N/A                |
| 6       | 6       | «Бабушка не позволит малышам быть любимчиками» «Grandma Don’t Let Your Babies Grow Up to Play Favorites»               | Роджер Кристиансен | Дуглас Леблин                                                            | 28 апреля 2006 Disney Channel   | 8 сентября 2008 СТС       | 109         | N/A                |
| 7       | 7       | «Это мир Манекенов» «It’s a Mannequin’s World»                                                                         | Роджер Кристиансен | Говард Майерс                                                            | 12 мая 2006 Disney Channel      | 9 сентября 2008 СТС       | 110         | N/A                |
| 8       | 8       | «Любовь к талисману» «Mascot Love»                                                                                     | Роджер Кристиансен | Сэлли Лапидус                                                            | 26 мая 2006 Disney Channel      | 10 сентября 2008 СТС      | 111         | N/A                |
| 9       | 9       | «Оу, Оу, Щекотка» «Ooo, Ooo, Itchy Woman»                                                                              | Дэвид Кендалл      | Гари Донтзиг, Стивен Питерман                                            | 10 июня 2006 Disney Channel     | 11 сентября 2008 СТС      | 104         | 3.7                |
| 10      | 10      | «О, скажи, ты можешь вспомнить слова?» «O Say, Can You Remember the Words?»                                            | Ли Шаллат-Чемел    | Сэлли Лапидус                                                            | 30 июня 2006 Disney Channel     | 12 сентября 2008 СТС      | 113         | N/A                |
| 11      | 11      | «Ой! Я снова вмешалась!» «Oops! I Meddled Again!»                                                                      | Чип Херд           | Лиза Альберт                                                             | 15 июля 2006 Disney Channel     | 15 сентября 2008 СТС      | 107         | N/A                |
| 12      | 12      | «Снова на гастролях?»(Третья часть из «Всё тип-топ, или Жизнь Ханны Монтаны») «On the Road Again?»                     | Роджер Кристиансен | Стивен Джеймс Мейер                                                      | 28 июля 2006 Disney Channel     | 16 сентября 2008 СТС      | 112         | 7.1                |
| 13      | 13      | «Ты такая глупая, ты наверно думаешь, что все дело в прыще» «You’re So Vain, You Probably Think This Zit is About You» | Чип Херд           | Тодд Дж. Гриволд                                                         | 12 августа 2006 Disney Channel  | 17 сентября 2008 СТС      | 106         | N/A                |
| 14      | 14      | «Новый парень в школе» «New Kid in School»                                                                             | Кеннет Шапиро      | Тодд Дж. Гриволд                                                         | 18 августа 2006 Disney Channel  | 18 сентября 2008 СТС      | 114         | N/A                |
| 15      | 15      | «Для меня ты больше, чем зомби» «More Than a Zombie to Me»                                                             | Роджер Кристиансен | Стивен Питерман                                                          | 8 сентября 2006 Disney Channel  | 19 сентября 2008 СТС      | 116         | N/A                |
| 16      | 16      | «Тётушка Долли» «Good Golly, Miss Dolly»                                                                               | Роджер Кристиансен | Сэлли Лапидус                                                            | 29 сентября 2006 Disney Channel | 22 сентября 2008 СТС      | 118         | N/A                |
| 17      | 17      | «Ссора между двумя Ханнами» «Torn Between Two Hannahs»                                                                 | Роджер Кристиансен | Тодд Дж. Гринуолд (постановка) Вэлери Ахерн и Кристиан МакЛафлин (сюжет) | 14 октября 2006 Disney Channel  | 23 сентября 2008 СТС      | 126         | N/A                |
| 18      | 18      | «Люди, которые используют других людей» «People Who Use People»                                                        | Шэннон Флинн       | Майкл Порейс                                                             | 3 ноября 2006 Disney Channel    | 24 сентября 2008 СТС      | 119         | N/A                |
| 19      | 19      | «Деньги не за что, вина бесплатно» «Money for Nothing, Guilt for Free»                                                 | Роджер Кристиансен | Хизер Уордхэм                                                            | 26 ноября 2006 Disney Channel   | 25 сентября 2008 СТС      | 115         | N/A                |
| 20      | 20      | «Долги» «Debt It Be»                                                                                                   | Роджер Кристиансен | Хизер Уордхэм Сэлли Лапидус                                              | 1 декабря 2006 Disney Channel   | 26 сентября 2008 СТС      | 120         | N/A                |
| 21      | 21      | «Мой парень Джексон и это проблема» «My Boyfriend’s Jackson and There’s Gonna Be Trouble»                              | Роджер Кристиансен | Хизер Уордхэм Сэлли Лапидус                                              | 1 января 2007 Disney Channel    | 29 сентября 2008 СТС      | 124         | N/A                |
| 22      | 22      | «Мы семья, а теперь принеси мне воды!» «We Are Family---Now Get Me Some Water!»                                        | Роджер Кристиансен | Джей Дж. Демопулос Эндрю Грин                                            | 7 января 2007 Disney Channel    | 30 сентября 2008 СТС      | 122         | N/A                |
| 23      | 23      | «Школьный хулиган» «Schooly Bully»                                                                                     | Роджер Кристиансен | Дуглас Леблин Хизер Уордхэм                                              | 19 января 2007 Disney Channel   | 1 октября 2008 СТС        | 125         | N/A                |
| 24      | 24      | «Божественная сторона меня» «The Idol Side of Me»                                                                      | Фред Сэвидж        | Дуглас Леблин                                                            | 9 февраля 2007 Disney Channel   | 2 октября 2008 СТС        | 117         | 3.7                |
| 25      | 25      | «Запах подростка» «Smells Like Teen Sellout»                                                                           | Шелдон Эппс        | Хизер Уордхэм                                                            | 2 марта 2007 Disney Channel     | 3 октября 2008 СТС        | 123         | 4.4                |
| 26      | 26      | «Восстание плохого лося» «Bad Moose Rising»                                                                            | Роджер Кристиансен | Дуглас Леблин Стивен Джеймс Мейер                                        | 30 марта 2007 Disney Channel    | 6 октября 2008 СТС        | 121         | N/A                |

### Второй сезон (2007-08)
Основная статья: Ханна Монтана (сезон 2)
| Серия # | Сезон # | Название                                                                                                  | Режиссёр           | Автор                                                            | Оригинальная дата выхода в эфир | Премьерный показ в России | Произв. код | Зрители (миллионы) |
| ------- | ------- | --- | ------------------ | ---------------------------------------------------------------- | ------------------------------- | ------------------------- | ----------- | ------------------ |
| 27      | 1       | «Me and Rico Down by the Schoolyard» (рус. «Мы с Рико встречаемся»)                                       | Роджер Кристиансен | Хизер Уордхэм                                                    | 23 апреля 2007 Disney Channel   | 7 октября 2008 СТС        | 203         | 3.51               |
| 28      | 2       | «Cuffs Will Keep Us Together» (рус. «Наручники удержат нас вместе»)                                       | Роджер Кристиансен | Стивен Питерман                                                  | 24 апреля 2007 Disney Channel   | 8 октября 2008 СТС        | 201         | 3.51               |
| 29      | 3       | «You Are So Sue-able to Me» (рус. «Ты не сможешь засудить меня»)                                          | Роджер Кристиансен | Сэлли Лапидус                                                    | 25 апреля 2007 Disney Channel   | 9 октября 2008 СТС        | 202         | 3.91               |
| 30      | 4       | «Get Down, Study-udy-udy» (рус. «Давай, занимайся-ся-ся-ся»)                                              | Роджер Кристиансен | Эндрю Грин                                                       | 26 апреля 2007 Disney Channel   | 10 октября 2008 СТС       | 204         | 3.69               |
| 31      | 5       | «I Am Hannah, Hear Me Croak» (рус. «Я Ханна, услышь мой хрип»)                                            | Роджер Кристиансен | Майкл Порейс                                                     | 27 апреля 2007 Disney Channel   | 13 октября 2008 СТС       | 206         | 3.54               |
| 32      | 6       | «You Gotta Not Fight for Your Right to Party» (рус. «Перестань бороться за право на вечеринки»)           | Джоди Марголин Ан  | Стивен Джеймс Мейер                                              | 4 мая 2007 Disney Channel       | 14 октября 2008 СТС       | 207         | 3.54               |
| 33      | 7       | «My Best Friend’s Boyfriend» (рус. «Парень моей лучшей подруги»)                                          | Роджер Кристиансен | Джей Дж. Демопулос                                               | 18 мая 2007 Disney Channel      | 15 октября 2008 СТС       | 209         | 3.76               |
| 34      | 8       | «Take This Job and Love It» (рус. «Устройся на работу и люби её»)                                         | Роджер Кристиансен | Сэлли Лапидус                                                    | 16 июня 2007 Disney Channel     | 16 октября 2008 СТС       | 210         | н/д                |
| 35      | 9       | «Achy Jakey Heart (Part 1)» (рус. «Больное сердце Джейка: Часть 1»)                                       | Рич Коррелл        | Дуглас Леблин                                                    | 24 июня 2007 Disney Channel     | 17 октября 2008 СТС       | 211         | 7.38               |
| 36      | 10      | «Achy Jakey Heart (Part 2)» (рус. «Больное сердце Джейка: Часть 2»)                                       | Рич Коррелл        | Дуглас Леблин                                                    | 24 июня 2007 Disney Channel     | 20 октября 2008 СТС       | 212         | н/д                |
| 37      | 11      | «Sleepwalk This Way» (рус. «Лунатикам туда»)                                                              | Роджер Кристиансен | Хизер Уордхэм                                                    | 7 июля 2007 Disney Channel      | 21 октября 2008 СТС       | 213         | н/д                |
| 38      | 12      | «When You Wish You Were the Star» (рус. «Когда ты мечтаешь быть звездой»)                                 | Роджер Кристиансен | Дуглас Леблин                                                    | 14 июля 2007 Disney Channel     | 22 октября 2008 СТС       | 205         | 5.1                |
| 39      | 13      | «I Want You to Want Me… to Go to Florida» (рус. «Я хочу, чтобы ты хотел, чтобы я поехала во Флориду»)     | Роджер Кристиансен | Майкл Порейс                                                     | 14 июля 2007 Disney Channel     | 23 октября 2008 СТС       | 208         | 4.52               |
| 40      | 14      | «Everybody Was Best-Friend Fighting» (рус. «Битва лучших друзей»)                                         | Джоди Марголин Ан  | Сэлли Лапидус                                                    | 29 июля 2007 Disney Channel     | 24 октября 2008 СТС       | 215         | 4.85               |
| 41      | 15      | «Song Sung Bad» (рус. «Плохо спетая песня»)                                                               | Роджер Кристиансен | Ингрид Эскэджеда                                                 | 4 августа 2007 Disney Channel   | 27 октября 2008 СТС       | 214         | 4.74               |
| 42      | 16      | «Me and Mr. Jonas and Mr. Jonas and Mr. Jonas» (рус. «Я и мистер Джонас и мистер Джонас и мистер Джонас») | Марк Сендроуски    | Дуглас Леблин                                                    | 17 августа 2007 Disney Channel  | 28 октября 2008 СТС       | 217         | 10.7               |
| 43      | 17      | «Don’t Stop 'Til You Get the Phone» (рус. «Не останавливайся, пока не получишь телефон»)                  | Рич Коррелл        | Майкл Порейс                                                     | 21 сентября 2007 Disney Channel | 29 октября 2008 СТС       | 222         | 5.1                |
| 44      | 18      | «That’s What Friends Are For?» (рус. «Для этого и нужны друзья?»)                                         | Марк Сендроуски    | Дуглас Леблин                                                    | 19 октября 2007 Disney Channel  | 30 октября 2008 СТС       | 224         | 5.35               |
| 45      | 19      | «Lilly’s Mom Has Got It Goin' On» (рус. «У мамы Лилли все начинается»)                                    | Джоди Марголин Ан  | Норм Гунценхаузер                                                | 10 ноября 2007 Disney Channel   | 31 октября 2008 СТС       | 216         | 5.47               |
| 46      | 20      | «I Will Always Loathe You» (рус. «Я всегда буду ненавидеть тебя»)                                         | Роджер Кристиансен | Майкл Порейс                                                     | 7 декабря 2007 Disney Channel   | 1 ноября 2008 СТС         | 218         | 4.37               |
| 47      | 21      | «Bye Bye Ball» (рус. «Пока пока, мячик»)                                                                  | Шон Ламберт        | Хизер Уордхэм                                                    | 13 января 2008 Disney Channel   | 5 ноября 2008 СТС         | 220         | 4.22               |
| 48      | 22      | «(We’re So Sorry) Uncle Earl» (рус. «Нам жаль, дядя Эрл»)                                                 | Рич Коррелл        | Робин Дж. Стейн                                                  | 21 марта 2008 Disney Channel    | 6 ноября 2008 СТС         | 226         | 3.62               |
| 49      | 23      | «The Way We Almost Weren’t» (рус. «Как нас почти не стало»)                                               | Рич Коррелл        | Эндрю Грин                                                       | 4 мая 2008 Disney Channel       | 7 ноября 2008 СТС         | 219         | 3.1                |
| 50      | 24      | «You Didn’t Say It Was Your Birthday» (рус. «Ты не говорил, что это был твой день рождения»)              | Рич Коррелл        | Хизер Уордхэм                                                    | 6 июля 2008 Disney Channel      | 10 ноября 2008 СТС        | 225         | 5.1                |
| 51      | 25      | «Hannah in the Streets with Diamonds» (рус. «Ханна на бриллиантовой улице»)                               | Роджер Кристиансен | Джей Дж. Демопулос Стивен Джеймс Мейер                           | 20 июля 2008 Disney Channel     | 11 ноября 2008 СТС        | 228         | 3.8                |
| 52      | 26      | «Yet Another Side of Me» (рус. «Другая сторона меня»)                                                     | Шэннон Флинн       | Эндрю Грин Сэлли Лапидус (телеспектакль) Хизер Уордхэм (история) | 3 августа 2008 Disney Channel   | 12 ноября 2008 СТС        | 229         | 4.6                |
| 53      | 27      | «The Test of My Love» (рус. «Проверка моей любви»)                                                        | Рич Коррелл        | Джей Дж. Демопулос                                               | 31 августа 2008 Disney Channel  | 13 ноября 2008 СТС        | 221         | 3.92               |
| 54      | 28      | «Joannie B. Goode» (рус. «Новая девушка Оливера»)                                                         | Ронделл Шеридан    | Эндрю Грин                                                       | 14 сентября 2008 Disney Channel | 14 ноября 2008 СТС        | 227         | 4.6                |
| 55      | 29      | «We’re All on This Date Together» (рус. «Мы вместе на этом свидании»)                                     | Роджер Кристиансен | Стивен Питерман                                                  | 12 октября 2008 Disney Channel  | 17 ноября 2008 СТС        | 230         | 4.363              |
| -       | 30      | «No Sugar, Sugar» (рус. «Никакого сладкого, сладкий»)                                                     | Арт Манке          | Сэлли Лапидус                                                    | невыпущенный                    | Disney Channel Russia     | 223         | н/д                |

### Третий сезон (2008-10)
Основная статья: Ханна Монтана (сезон 3)
| Серия # | Сезон # | Название | Режиссёр           | Автор                                   | Оригинальная дата выхода в эфир | Премьерный показ в России         | Произв. код | Зрители (миллионы) |
| ------- | ------- | --- | ------------------ | --------------------------------------- | ------------------------------- | --------------------------------- | ----------- | ------------------ |
| 56      | 1       | «He Ain’t a Hottie, He’s My Brother» (рус. «Он не красавчик, он мой брат»)                                   | Рич Коррелл        | Стивен Джеймс Мейер                     | 2 ноября 2008 Disney Channel    | 15 марта 2010 СТС                 | 302         | 5.5                |
| 57      | 2       | «Ready, Set, Don’t Drive» (рус. «На старт, внимание, не садись за руль»)                                     | Рич Коррелл        | Джей Дж. Демопулос                      | 9 ноября 2008 Disney Channel    | 16 марта 2010 СТС                 | 301         | 4.9                |
| 58      | 3       | «Don’t Go Breaking My Tooth» (рус. «Не нужно вырывать мне зуб»)                                              | Рич Коррелл        | Майкл Порейс                            | 16 ноября 2008 Disney Channel   | 17 марта 2010 СТС                 | 303         | 4.6                |
| 59      | 4       | «You Never Give Me My Money» (рус. «Ты никогда не отдаёшь мне моих денег»)                                   | Роджер Кристиансен | Эндрю Грин                              | 23 ноября 2008 Disney Channel   | 18 марта 2010 СТС                 | 305         | 4.6                |
| 60      | 5       | «Killing Me Softly with His Height» (рус. «Убейте меня нежно»)                                               | Рич Коррелл        | Стивен Питерман                         | 14 декабря 2008 Disney Channel  | 19 марта 2010 СТС                 | 306         | н/д                |
| 61      | 6       | «Would I Lie to You, Lilly» (рус. «Стала бы я тебе врать, Лилли?»)                                           | Шелли Дженсен      | Майкл Порейс                            | 11 января 2009 Disney Channel   | 22 марта 2010 СТС                 | 308         | 3.7                |
| 62      | 7       | «You Gotta Lose That Job» (рус. «Ты должна потерять эту работу»)                                             | Стив Цуккерман     | Хизер Уордхэм                           | 16 февраля 2009 Disney Channel  | 23 марта 2010 СТС                 | 307         | 4.4                |
| 63      | 8       | «Welcome to the Bungle» (рус. «Добро пожаловать в путаницу»)                                                 | Шелли Дженсен      | Стивен Питерман                         | 1 марта 2009 Disney Channel     | 24 марта 2010 СТС                 | 309         | 4.1                |
| 64      | 9       | «Papa’s Got a Brand New Friend» (рус. «У папы появился абсолютно новый друг»)                                | Шелли Дженсен      | Мария Браун-Галленберг                  | 8 марта 2009 Disney Channel     | 25 марта 2010 СТС                 | 310         | 4.2                |
| 65      | 10      | «Cheat It» (рус. «Обман»)                                                                                    | Шэннон Флинн       | Джей Дж. Демопулос, Стивен Джеймс Мейер | 15 марта 2009 Disney Channel    | 26 марта 2010 СТС                 | 311         | 4.4                |
| 66      | 11      | «Knock Knock Knockin' on Jackson’s Head» (рус. «Тук-тук-тук, это голова Джексона»)                           | Рич Коррелл        | Эндрю Грин                              | 22 марта 2009 Disney Channel    | 15 мая 2011 Disney Channel Russia | 312         | 4.5                |
| 67      | 12      | «You Give Lunch a Bad Name» (рус. «Ты даёшь обеду дурную славу»)                                             | Рич Коррелл        | Хизер Уордхэм                           | 29 марта 2009 Disney Channel    | 30 мая 2011 СТС                   | 314         | 3.4                |
| 68      | 13      | «What I Don’t Like About You» (рус. «Что мне не нравится в тебе»)                                            | Рич Коррелл        | Дуглас Леблин                           | 19 апреля 2009 Disney Channel   | 30 мая 2011 СТС                   | 315         | 4.8                |
| 69      | 14      | «Promma Mia» (рус. «Школьные танцы»)                                                                         | Рич Коррелл        | Хизер Уордхэм                           | 3 мая 2009 Disney Channel       | 31 мая 2011 СТС                   | 320         | 4.5                |
| 70      | 15      | «Once, Twice, Three Times Afraidy» (рус. «Однажды, дважды, трижды страшно»)                                  | Шэннон Флинн       | Джей Дж. Демопулос, Стивен Джеймс Мейер | 17 мая 2009 Disney Channel      | 29 мая 2011 Disney Channel Russia | 317         | 3.4                |
| 71      | 16      | «Jake… Another Little Piece of My Heart» (рус. «Джейк...маленький кусочек моего сердца»)                     | Роджер Кристиансен | Дуглас Леблин                           | 7 июня 2009 Disney Channel      | 1 июня 2011 СТС                   | 304         | 4.1                |
| 72      | 17      | «Miley Hurt the Feelings of the Radio Star» (рус. «Майли задела чувства Радио Звезды»)                       | Рич Коррелл        | Мария Браун-Галленберг                  | 14 июня 2009 Disney Channel     | 21 мая 2011 Disney Channel Russia | 313         | 3.5                |
| 73      | 18      | «He Could Be the One: Part 1» (рус. «Он мог быть тем единственным (Часть 1)»)                                | Рич Коррелл        | Мария Браун-Галленберг, Хизер Уордхэм   | 5 июля 2009 Disney Channel      | 2 июня 2011 СТС                   | 326         | 7.9                |
| 74      | 19      | «He Could Be the One: Part 2» (рус. «Он мог быть тем единственным (Часть 2)»)                                | Рич Коррелл        | Мария Браун-Галленберг, Хизер Уордхэм   | 5 июля 2009 Disney Channel      | 2 июня 2011 СТС                   | 327         | 7.9                |
| 75      | 20      | «Super(stitious) Girl» (рус. «Суеверная девочка») (Третья часть из «Волшебники на палубе с Ханной Монтаной») | Рич Коррелл        | Майкл Порейс, Стивен Питерман           | 17 июля 2009 Disney Channel     | 3 июня 2011 СТС                   | 316         | 10.6               |
| 76      | 21      | «I Honestly Love You (No, Not You)» (рус. «Я честно люблю тебя (Нет, не тебя)»)                              | Шэннон Флинн       | Эндрю Грин                              | 26 июля 2009 Disney Channel     | 3 июня 2011 СТС                   | 318         | 3.9                |
| 77      | 22      | «For (Give) a Little Bit» (рус. «Прости меня!»)                                                              | Рич Коррелл        | Мария Браун-Галленберг                  | 9 августа 2009 Disney Channel   | 4 июня 2011 Disney Channel Russia | 319         | н/д                |
| 78      | 23      | «B-B-B-Bad to the Chrome» (рус. «Новый автомобиль»)                                                          | Шэннон Флинн       | Джей Дж. Демопулос, Стивен Джеймс Мейер | 23 августа 2009 Disney Channel  | 5 июня 2011 СТС                   | 322         | 4.0                |
| 79      | 24      | «Uptight (Oliver’s Alright)» (рус. «Тревога (Оливер в порядке)»)                                             | Арт Манке          | Сэлли Лапидус                           | 20 сентября 2009 Disney Channel | 5 июня 2011 СТС                   | 223         | 5.0                |
| 80      | 25      | «Judge Me Tender» (рус. «Суди меня нежно»)                                                                   | Боб Коэрр          | Эндрю Грин                              | 18 октября 2009 Disney Channel  | 6 июня 2011 СТС                   | 323         | 5.7                |
| 81      | 26      | «Can’t Get Home to You Girl» (рус. «Худший день рождения Лилли»)                                             | Боб Коэрр          | Том Сили                                | 8 ноября 2009 Disney Channel    | 6 июня 2011 СТС                   | 324         | н/д                |
| 82      | 27      | «Come Fail Away» (рус. «Приходит далёкая неудача»)                                                           | Рич Коррелл        | Дуглас Леблин                           | 6 декабря 2009 Disney Channel   | 7 июня 2011 СТС                   | 325         | н/д                |
| 83      | 28      | «Got to Get Her Out of My House» (рус. «Я должна заставить её уйти из моего дома»)                           | Рич Коррелл        | Дуглас Леблин                           | 10 января 2010 Disney Channel   | 7 июня 2011 СТС                   | 321         | 3.9                |
| 84      | 29      | «The Wheel Near My Bed (Keeps on Turnin')» (рус. «Колесо у моей кровати (Сохраняй спокойствие)»)             | Боб Коэрр          | Джей Дж. Демопулос, Стивен Джеймс Мейер | 21 февраля 2010 Disney Channel  | 8 июня 2011 СТС                   | 328         | 4.5                |
| 85      | 30      | «Miley Says Goodbye? Part 1» (рус. «Майли прощается? Часть 1»)                                               | Рич Коррелл        | Майкл Порейс, Стивен Питерман           | 7 марта 2010 Disney Channel     | 8 июня 2011 СТС                   | 329         | 7.0                |
| 86      | 31      | «Miley Says Goodbye? Part 2» (рус. «Майли прощается? Часть 2»)                                               | Рич Коррелл        | Майкл Порейс, Стивен Питерман           | 14 марта 2010 Disney Channel    | 9 июня 2011 СТС                   | 330         | 7.6                |

### Четвёртый сезон (2010-11)
| # | №  | Название                                                                        | Режиссёр       | Автор                                                        | Дата выхода в США               | Дата показа в России                                                                                              | Зрители (миллионы) |
| --- | -- | ------------------------------------------------------------------------------- | -------------- | ------------------------------------------------------------ | ------------------------------- | --- | ------------------ |
| 87 | 1  | «Милый дом Ханны Монтаны» «Sweet Home Hannah Montana»                           | Боб Коэрр      | Майкл Порейс, Стивен Питерман                                | 11 июля 2010 Disney Channel     | 23 октября 2011 Disney Channel Russia                                                                             | 5.7                |
| 88 | 2  | «Ханна Монтана в кабинете директора» «Hannah Montana to the Principal’s Office» | Боб Коэрр      | Стивен Джеймс Мейер                                          | 18 июля 2010 Disney Channel     | 20 августа 2011 Disney Channel Russia (премьерный показ) 22 октября 2011 Disney Channel Russia (регулярный показ) | 5.4                |
| Робби пропускает срок регистрации Майли в школу, но когда директор Люгер делает исключение для Ханны Монтаны, проблема решается. Однако Майли обнаруживает, что посещение школы в образе Ханны привлекает гораздо больше внимания, чем ей хотелось бы. Тем временем Джексон впадает в паранойю, когда Сиена приглашает его на свидание.                                                  |    |                                                                                 |                |                                                              |                                 | |                    |
| 89 | 3  | «Калифорнийский крик» «Screamin’ California»                                    | Боб Коэрр      | Джей Дж. Демопулос                                           | 25 июля 2010 Disney Channel     | 29 октября 2011 Disney Channel Russia                                                                             | 4.2                |
| Майли считает, что Робби пожертвовал своей личной жизнью ради ее карьеры, поэтому она устраивает ему свидание вслепую с Лори, ее школьной медсестрой. Тем временем Джексон переживает по поводу своего первого поцелуя с Сиеной. |    |                                                                                 |                |                                                              |                                 | |                    |
| 90 | 4  | «Не говори про мой секрет» «De-Do-Do-Do, Da-Don’t-Don’t, Don’t, Tell My Secret» | Адам Вайсман   | Эндрю Грин                                                   | 1 августа 2010 Disney Channel   | 6 ноября 2011 Disney Channel Russia                                                                               | 5.7                |
| Когда Сиена с подозрением относится к Джексону после того, как увидела Ханну Монтану возле дома Стюартов, он просит Майли раскрыть ее секрет Сиене, чтобы развеять ее опасения. |    |                                                                                 |                |                                                              |                                 | |                    |
| 91 | 5  | «Это конец Джейк, мы оба понимаем это» «It’s the End of the Jake as We Know It» | Шэннон Флинн   | Мария Браун-Галленберг                                       | 8 августа 2010 Disney Channel   | 17 мая 2013 Канал Disney                                                                                          | 4.7                |
| Пока Ханна записывает рождественский телешоу с певицей Шерил Кроу, брат Джексон тоскует по своей новой девушке Сиенне, которая находится за границей на фотосессии в Перу. Лучшие друзья Лилли и Оливер боятся сказать Ханне/Майли, что ее парень Джейк изменил ей, пока он был на съемках нового фильма.                                                                                |    |                                                                                 |                |                                                              |                                 | |                    |
| 92 | 6  | «День отца и дочери» «Been Here All Along»                                      | Адам Вайсман   | Дуглас Леблин                                                | 22 августа 2010 Disney Channel  | 20 ноября 2011 Disney Channel Russia                                                                              | 4.6                |
| После того, как Майли отменяет особый день отца и дочери со своим отцом, чтобы вместо этого пойти на первое свидание с Джесси, она злится только тогда, когда Джесси отвечает на телефонный звонок своего отца, потому что она бросила отца, чтобы провести с ним время. Однако затем она дает концерт в роли Ханны в честь военнослужащих и их семей, которым не повезло иметь их дома. |    |                                                                                 |                |                                                              |                                 | |                    |
| 93 | 7  | «Любовь - это сладкая песня» «Love That Let’s Go»                               | Адам Вайсман   | Хизер Уордхэм                                                | 12 сентября 2010 Disney Channel | 13 ноября 2011 Disney Channel Russia                                                                              | 4.5                |
| Майли убеждает Лилли попробовать покататься на ее лошади Блю Джинс. К сожалению, во время ее первой поездки змея укусила лошадь, что привело к травмам обоих, в том числе к гибели любимого питомца Майли. |    |                                                                                 |                |                                                              |                                 | |                    |
| 94 | 8  | «Бонус-трек» «Hannah’s Gonna Get This»                                          | Боб Коэрр      | Стивен Джеймс Мейер (Телепостановка), Донна Джасо (Сюжет)    | 3 октября 2010 Disney Channel   | 27 ноября 2011 Disney Channel Russia                                                                              | 4.1                |
| У Майли писательский кризис, и в итоге она пишет что-то не похожее на Ханну. |    |                                                                                 |                |                                                              |                                 | |                    |
| 95 | 9  | «Я всегда буду помнить тебя (Часть 1)» «I’ll Always Remember You (Part 1)»      | Боб Коэрр      | Эндрю Грин, Мария Браун-Галленберг                           | 7 ноября 2010 Disney Channel    | 4 декабря 2011 Disney Channel Russia                                                                              | 7.1                |
| Джесси отвергает Майли после того, как секрет Ханны вмешивается в его жизнь. Майли и Лилли подают документы в один и тот же колледж. Лилли входит, а Майли нет. |    |                                                                                 |                |                                                              |                                 | |                    |
| 96 | 10 | «Я всегда буду помнить тебя (Часть 2)» «I’ll Always Remember You (Part 2)»      | Шэннон Флинн   | Эндрю Грин, Мария Браун-Галленберг                           | 7 ноября 2010 Disney Channel    | 11 декабря 2011 Disney Channel Russia                                                                             | 7.1                |
| Она проезжает 200 миль до Стэнфордского колледжа и почти раскрывает свою тайну хозяйке колледжа. |    |                                                                                 |                |                                                              |                                 | |                    |
| 97 | 11 | «Ты можешь видеть меня настоящей?» «Can You See the Real Me?»                   | Джон Д’Инсекко | Дуглас Леблин                                                | 5 декабря 2010 Disney Channel   | 18 декабря 2011 Disney Channel Russia                                                                             | 4.9                |
| Майли дает интервью Робину Робертсу после того, как раскрыла свою тайну. |    |                                                                                 |                |                                                              |                                 | |                    |
| 98 | 12 | «Поцелуй на прощание» «Kiss It All Goodbye»                                     | Шэннон Флинн   | Джей Дж. Демопулос (Телепостановка), Эдвард С. Эванс (Сюжет) | 19 декабря 2010 Disney Channel  | 8 октября 2013 Канал Disney                                                                                       | 4.3                |
| Теперь Майли предстоит жить открытой жизнью как знаменитость. |    |                                                                                 |                |                                                              |                                 | |                    |
| 99 | 13 | «Услышь мой гнев!» «I Am Mamaw, Hear Me Roar!»                                  | Боб Коэрр      | Хизер Уордхэм                                                | 9 января 2011 Disney Channel    | 8 октября 2013 Канал Disney                                                                                       | 4.3                |
| Мамау приходит на выпускной Майли. |    |                                                                                 |                |                                                              |                                 | |                    |
| 100 | 14 | «И куда бы я не пошла... (Часть 1)» «Wherever I Go (Part 1)»                    | Боб Коэрр      | Майкл Порейс, Стивен Питерман                                | 16 января 2011 Disney Channel   | 15 октября 2013 Канал Disney                                                                                      | 6.2                |
| Пока девочки готовятся к поступлению в колледж, Майли предлагают важную роль в фильме, который будут снимать за границей. Джексон вынужден искать работу, но отсутствие опыта не оставляет ему выбора. |    |                                                                                 |                |                                                              |                                 | |                    |
| 101 | 15 | «И куда бы я не пошла... (Часть 2)» «Wherever I Go (Part 2)»                    | Боб Коэрр      | Майкл Порейс, Стивен Питерман                                | 16 января 2011 Disney Channel   | 15 октября 2013 Канал Disney                                                                                      | 6.2                |
| Майли нужно решить, собирается ли она сниматься в кино или поступать в колледж вместе с Лилли. |    |                                                                                 |                |                                                              |                                 | |                    |

## Фильмы
| Название                                                 | Режиссёр      | Автор            | Дата выпуска                                             | Американское телевидение Зрители (в миллионах) |
| -------------------------------------------------------- | ------------- | ---------------- | -------------------------------------------------------- | ---------------------------------------------- |
| Ханна Монтана и Майли Сайрус: Концертный тур «Две жизни» | Брюс Хендрикс | н/д              | 1 февраля 2008 (кинотеатры) 26 июля 2008 (телевидение)   | 5.9                                            |
| Ханна Монтана: Кино                                      | Питер Челсом  | Дэниэл Берендсен | 10 апреля 2009 (кинотеатры) 19 ноября 2010 (телевидение) | 4.6                                            |